# Kiszkowo (stacja kolejowa)
Kiszkowo – stacja kolejowa w Kiszkowie, w województwie wielkopolskim, w Polsce. Stacja nieczynna, obecnie przejeżdżają tylko składy towarowe. Budynek stacyjny wraz z przylegającym terenem został przejęty od PKP przez gminę Kiszkowo.

## Historia[1]
Powstanie linii kolejowej przechodzącej przez Kiszkowo
Pomysł wybudowania linii kolejowej (wąskotorowej) z Gniezna przez Kiszkowo, Skoki do Rogoźna pojawił się po raz pierwszy w 1884 roku. W związku z tym, że powiat wągrowiecki i obornicki nie wyrażały zainteresowania tym projektem, został on wkrótce porzucony. Po kilkunastu latach rozważano połączenie Gniezna i Sławy koleją lokalną trzeciej (najniższej) kategorii, tzw. Kleinbahn i zlecono firmie Lenz & Co. opracowanie jej projektu. Trasę poprowadzono ze Zdziechowy, przez Działyń, Kłecko, Kiszkowo aż do Sławy. Z uwagi na to, że budowa linii trzeciej kategorii wiązała się z dużym ryzykiem finansowym (budowa i utrzymanie linii o małym natężeniu ruchu), władze powiatowe wyszły w latach 1905/1906 z inicjatywą budowy linii kolejowej o znaczeniu regionalnym drugiej kategorii (tzw. Nebenbahn) i złożyły stosowny wniosek do władz pruskich w Berlinie. Gdy rząd w Berlinie uznał konieczność połączenia linią kolejową północnej części powiatu gnieźnieńskiego, z Izby Deputowanych (niższa izba parlamentu pruskiego) wyszedł w 1910 roku projekt ustawy o przedłużeniu linii kolejowej z Gniezna do Sławy. 25 lipca 1910 roku ustawa została uchwalona i jesienią tego samego roku rozpoczęła się budowa. Koszt budowy linii kolejowej – nie licząc środków z budżetu powiatu oraz kosztów wykupu gruntów, które wyniosły 680 tysięcy marek – oceniano na 4,260 miliona marek, co dawało koszt budowy jednego kilometra linii na poziomie 113900 marek. Jednak z uwagi na konieczność poważnego, dodatkowego wzmocnienia nasypu kolejowego w Pyszczynie, Działyniu, Kłecku i w Rybnie Wielkim, nie udało się zmieścić wydatków w zaplanowanym budżecie. Na linii kolejowej znalazły się następujące stacje: Winiary, Obora, Działyń, Kłecko, Łagiewniki Kościelne, Rybno Wielkie, Kiszkowo, Stawiany i Sława. Cała nowa linia z Gniezna do Sławy (odcinek między Sławą a Skokami stanowił fragment zbudowanej wcześniej linii Wągrowiec – Poznań) miała długość 39,2 km, z czego 31 km przypadało na powiat gnieźnieński a nieco ponad osiem kilometrów na powiat wągrowiecki. Zgodnie z rozkładem jazdy, ustalonym przez Królewską Dyrekcję Kolei Żelaznych w Bydgoszczy, codziennie po trasie prowadzone były cztery pary pociągów, z których niektóre jechały do Wągrowca. Otwarcie linii kolejowej miało na celu pobudzenie rozwoju gospodarczego w tej części powiatu gnieźnieńskiego oraz znaczną poprawę komunikacji. Obecność kolei wpłynęła na zwiększenie dostępności tańszych środków do produkcji oraz rozszerzenie rynków zbytu dla rolnictwa i rzemiosła, co również miało wpływ na ich dochodowość. Samo Gniezno także zyskiwało niejako nowy region, który zwiększał obroty w handlu i na lokalnym rynku usług. Linia ta, poprzez swoje możliwości transportowe, pozwalała również na rozwój uprawy buraka cukrowego w rejonie Kiszkowa i Kłecka, co pozwalało na pełne wykorzystanie mocy produkcyjnych lokalnej cukrowni.
Budowa i opóźnienia
Linia kolejowa z Gniezna do Skoków miała pierwotnie zostać otwarta pod koniec 1913 roku. Jak donosiła prasa, w czerwcu został mocno podtopiony budowany nasyp kolejowy, przebiegający przez Jezioro Kłeckie. Odcinek Gniezno – Kłecko miał być, według planu, przejezdny od 1 października. W stanie surowym ukończono w czerwcu budynki dworcowe i gospodarcze. Planowana linia kolejowa wymagała jednocześnie przygotowania dróg do miejscowości, w których zlokalizowano stacje kolejowe. We wrześniu 1913 ukończono budowę drogi Myszki – Łagiewniki wraz z mostem przez Małą Wełnę, wyremontowano drogę krajową Kłecko – Pobiedziska, przeprowadzono remont i wzmocnienie drogi Kiszkowo – Sławno wraz z betonowym mostem przez rzekę, którego koszt wyniósł 115 tysięcy marek a dofinansowanie z powiatu i prowincji poznańskiej opiewało na sumę 43 tysięcy marek. W październiku całkowicie ukończono układanie torów i oddano do użytku budynki dworcowe na wszystkich stacjach. Próbowano też szybko ukończyć łukowy most przez Jezioro Gorzuchowskie. 10 listopada 1913 roku po raz pierwszy otwarto ruch towarowy na trasie Gniezno – Obora. W tym czasie, w Kłecku wybuchł mały skandal, ponieważ restauracja dworcowa została oddana w dzierżawę Niemcowi o nazwisku Tobner za 650 marek miesięcznego czynszu, podczas gdy inni oferowali 1000 marek i więcej. 7 stycznia 1914 roku podano informację, że linia towarowa z Gniezna przez Kiszkowo do Skoków ma zostać otwarta 20 stycznia a dla ruchu osobowego 1 marca. Przewidziano, że codziennie będzie nią jeździł skład złożony z ośmiu wagonów osobowych i dwóch towarowych. Bardzo silne mrozy, które pojawiły się jeszcze w styczniu, pokrzyżowały te plany, ponieważ wstrzymano prace przy budowie mostu. Oddano jednak do użytku warsztaty kolejowe w Kłecku i Skokach, zainstalowano tory oraz zasiedlono dworce. Wreszcie most przez Jezioro Gorzuchowskie ukończony został w marcu i wstępnie zaplanowano otwarcie linii na 1 kwietnia. 18 marca za pomocą dwóch ciężkich lokomotyw towarowych przeprowadzono próby obciążeniowe mostu, które wykazały minimalne ugięcie. Nastąpiło więc kolejne opóźnienie, spowodowane koniecznością wykonania prac wzmacniających most.
Otwarcie linii Gniezno-Skoki
Uroczystości otwarcia nowej linii kolejowej Gniezno – Skoki rozpoczęły się 1 maja 1914 roku odjazdem specjalnego pociągu ze stacji Gniezno o godzinie 9.53. Pociąg składający się z piętnastu wagonów podczas dojazdu do końcowych stacji był całkowicie zajęty. Jako przedstawiciel  Prezydenta Rejencji Bydgoskiej przybył nadradca Rejencji dr. Schreiber, jako przedstawiciel Prezesa Dyrekcji Kolei Żelaznych przyjechał Naczelnik Nadzoru Budowlanego Kolei Hossenfelder, powiat reprezentował starosta dr. Dionysius, miasto reprezentował nadburmistrz Schoppen i burmistrz Nollner oraz przewodniczący Rady Miasta Schilling, który jednocześnie reprezentował Izbę Handlową. Obecni również byli członkowie komitetu oraz sejmiku powiatowego. Wszystkie stacje na terenie powiatu gnieźnieńskiego były przystrojone i powywieszano na nich flagi. Na kilku stacjach goście zostali powitani śpiewem dzieci szkolnych. W Kłecku pociąg miał półtoragodzinny postój. Podczas wjazdu pociągu burmistrz Abendroth powitał wszystkich gości i zaprosił na śniadanie, gdzie wyraził radość z powodu udanego i zakończonego dzieła, długo oczekiwanego przez mieszkańców miasta. Następnie pociąg udał się w dalszą drogę. Oficjalni goście zostali powitani również w Rybnie oraz w Kiszkowie przez przedstawicieli władz gminnych oraz uczniów, którzy urozmaicili swoim programem artystycznym czas postoju na peronie. Przygotowano tu również dla wszystkich poczęstunek, co zostało przyjęte z dużą radością przez gości. Następnie pociąg odjechał do Skoków i wrócił tą samą trasą do Gniezna, gdzie po przybyciu na dworzec przedstawiciele władz odjechali do hotelu du Nord (kamienica na rogu ul. Mieszka i Dąbrówki), gdzie wydano uroczysty obiad, przygotowany przez powiat. W bankiecie wzięło udział około czterdziestu panów, wśród których znalazł się starosta wągrowiecki Dürr. 1 maja po południu pocztylion w Kłecku ostatni raz zagrał na trąbce, obwieszczając odjazd ostatniego dyliżansu pocztowego do Gniezna, który pięknie przystrojony zniknął po chwili za zakrętem. 2 maja 1914 roku o 6.57 ze stacji Gniezno odjechał pierwszy planowy pociąg do Kiszkowa.